# 日本の人類学者の一覧
日本の人類学者の一覧（にほんのじんるいがくしゃのいちらん）では、日本の有名な人類学者を一覧にした。
日本以外の文化人類学者や、文化人類学の隣接分野の学者については、文化人類学者の一覧を参照のこと。

## 一覧

### あ
- 青木深（あおき しん） - 東京女子大学講師。
- 青木保（あおき たもつ） - 元文化庁長官、大阪大学名誉教授。
- 赤堀雅幸（あかほり　まさゆき） -上智大学教授。
- 秋葉隆（あきば たかし） - 元愛知大学教授。
- 池田光穂（いけだ みつほ） - 大阪大学大学院教授。
- 池谷和信（いけや かずのぶ） - 国立民族学博物館教授。
- 石井米雄（いしい よねお) - 京都大学東南アジア研究センター教授、上智大学教授、神田外語大学学長,人間文化研究機構機構長、国立公文書館アジア歴史資料センター長
- 石毛直道（いしげ なおみち） - 国立民族学博物館名誉教授・元館長、総合研究大学院大学名誉教授。
- 石田英一郎（いしだ えいいちろう） - 元東京大学教授。
- 石森秀三（いしもり しゅうぞう） - 国立民族学博物館名誉教授、北海道大学大学院教授。
- 泉靖一（いずみ せいいち） - 元東京大学教授。
- 伊藤亜人（いとう あびと） - 早稲田大学専任研究員。
- 伊藤幹治（いとう みきはる） - 国立民族学博物館名誉教授。
- 伊能嘉矩（いのう かのり）
- 岩田慶治（いわた けいじ）- 国立民族学博物館名誉教授。
- 宇田川妙子（うだがわ たえこ） - 国立民族学博物館准教授。
- 梅棹忠夫（うめさお ただお）- 国立民族学博物館名誉教授・元館長、総合研究大学院大学名誉教授、京都大学名誉教授。
- 梅﨑昌裕（うめざき まさひろ）- 東京大学大学院医学系研究科教授
- 大塚和夫（おおつか かずお） - 元東京外国語大学大学院教授。
- 大塚和義（おおつか かずよし） - 国立民族学博物館名誉教授、大阪学院大学教授。
- 大林太良（おおばやし たりょう） - 東京大学名誉教授。
- 大森康宏（おおもり やすひろ） - 国立民族学博物館名誉教授、立命館大学教授。
- 岡正雄（おか まさお） - 元東京外国語大学教授。
- 奥野卓司（おくのたくじ）‐関西学院大学名誉教授、（公財）山階鳥類研究所シニアフェロー。
- 岡田浩樹（おかだ ひろき） - 神戸大学大学院教授。
- 小沢昭一（おざわ しょういち） - 芸能研究者、元放送大学客員教授。俳優、俳人。
- 尾本惠市（おもと けいいち） - 東京大学名誉教授。

### か
- 春日直樹（かすが なおき） - 一橋大学大学院教授。
- 片倉もとこ（かたくら もとこ） - 国際日本文化研究センター名誉教授・元所長、国立民族学博物館名誉教授。
- 加藤九祚（かとう きゅうぞう） - 国立民族学博物館名誉教授、創価大学名誉教授。
- 鹿野忠雄（かの ただお）。
- 川喜田二郎（かわきたじろう）-　東京工業大学名誉教授、川喜田研究所代表、筑波大学教授、中部大学教授、日本ネパール協会会長日本エスペラント学会顧問*川田順造（かわだ じゅんぞう） - 東京外国語大学名誉教授。
- 岸上伸啓（きしがみ のぶひろ） - 国立民族学博物館教授。
- 君島久子（きみしま ひさこ） - 国立民族学博物館名誉教授、聖徳学園岐阜教育大学名誉教授。
- 蔵持不三也（くらもち ふみや） - 早稲田大学教授。
- 栗本英世（くりもと えいせい） - 大阪大学大学院教授。
- 小泉潤二（こいずみ じゅんじ） - 大阪大学大学院教授・理事兼副学長。
- 小金井良精（こがねい よしきよ） - 東京大学教授。
- 小長谷有紀（こながや ゆき） - 国立民族学博物館教授。
- 小山修三（こやま しゅうぞう） - 吹田市立博物館館長、国立民族学博物館名誉教授。

### さ
- 崎山理（さきやま おさむ） - 国立民族学博物館名誉教授、滋賀県立大学名誉教授。
- 佐々木高明（ささき こうめい） - 国立民族学博物館名誉教授・元館長。財団法人アイヌ文化振興・研究推進機構理事長。
- 清水昭俊（しみず あきとし） - 国立民族学博物館名誉教授。
- 杉島敬志（すぎしま たかし） - 京都大学大学院教授。
- 杉田繁治（すぎた しげはる） - 国立民族学博物館名誉教授。
- 杉本尚次（すぎもと ひさつぐ） - 国立民族学博物館名誉教授。
- 杉本良男（すぎもと よしお） - 国立民族学博物館教授、総合研究大学院大学教授。
- 須藤健一（すどう けんいち） - 国立民族学博物館館長。
- 関雄二（せきゆうじ） - 国立民族学博物館教授、総合研究大学院大学教授。
- 祖父江孝男（そふえ たかお） - 国立民族学博物館名誉教授。

### た
- 高倉新一郎（たかくら しんいちろう） - 北海道大学名誉教授。
- 竹沢泰子（たけざわ やすこ）- 京都大学名誉教授。
- 多田道太郎（ただ みちたろう）- 京都大学名誉教授、武庫川女子大学生活美学研究所所長、神戸山手大学環境文化研究所所長。
- 田辺繁治（たなべ しげはる） - 国立民族学博物館名誉教授。
- 谷泰（たに ゆたか） - 京都大学名誉教授。
- 塚田誠之（つかだ しげゆき） - 国立民族学博物館教授、総合研究大学院大学教授。
- 角山栄（つのやまさかえ）-和歌山大学名誉教授・元学長、堺市博物館元館長
- 坪井正五郎（つぼい しょうごろう） - 元東京大学教授。
- 友枝啓泰（ともえだ ひろやす） - 国立民族学博物館名誉教授、広島市立大学名誉教授。
- 鳥居龍蔵（とりい　りゅうぞう）ハーバード・エンキン　研究所研究者　元東京大学教授　坪井正五郎の愛弟子
- 高山龍三（たかやま　りゅうぞう）元大阪工業大学教授、京都文教大学文化人類学科教授。

### な
- 中尾佐助（なかお さすけ) - 大阪府立大学名誉教授、鹿児島大学教授。
- 中沢新一（なかざわ しんいち) - 明治大学特任教授、野生の科学研究所所長。
- 中根千枝（なかね ちえ） - 東京大学名誉教授。
- 中牧弘允（なかまき ひろちか） - 国立民族学博物館教授、総合研究大学院大学教授。
- 波平恵美子（なみひら えみこ） - お茶の水女子大学名誉教授。
- 野村雅一（のむら まさいち） - 国立民族学博物館名誉教授。総合研究大学院大学理事。

### は
- 端信行（はた のぶゆき） - 国立民族学博物館名誉教授。兵庫県立歴史博物館館長。
- 埴原和郎（はにわら かずろう） - 東京大学名誉教授、国際日本文化研究センター名誉教授。
- 浜本満（はまもと みつる） - 九州大学名誉教授。一橋大学名誉教授。
- 藤岡喜愛（ふじおか　よしなる)愛媛大学教授、甲南大学教授、大手前女子大学教授
- 古野清人（ふるの きよと）。

### ま
- 松浦秀治（まつうら しゅうじ） - お茶の水女子大学教授。
- 松園万亀雄（まつぞの まきお） - 東京都立大学 (1949-2011)名誉教授、国立民族学博物館名誉教授・元館長。
- 松原正毅（まつばら まさたけ） - 国立民族学博物館名誉教授、坂の上の雲ミュージアム館長。
- 松本信広（まつもと のぶひろ）。
- 松山利夫（まつやま としお） - 国立民族学博物館名誉教授。
- 宮崎恒二（みやざき こうじ） - 東京外国語大学理事・大学院教授。

### や
- 山口智美（やまぐち ともみ） - モンタナ州立大学准教授
- 山口昌男（やまぐち まさお） - 元札幌大学学長、東京外国語大学名誉教授。
- 山下晋司（やました しんじ） - 東京大学大学院教授。
- 山本紀夫（やまもと のりお） - 国立民族学博物館名誉教授。
- 吉田憲司（よしだ けんじ） - 国立民族学博物館教授、総合研究大学院大学教授。
- 吉田集而（よしだ しゅうじ） - 元国立民族学博物館教授。
- 米山俊直（よねやま としなお） - 京都大学名誉教授。

### わ
- 渡辺公三（わたなべ こうぞう） - 立命館大学教授。
- 和崎洋一（わざき よういち） - 京都大学名誉教授